# Saco (recipiente)

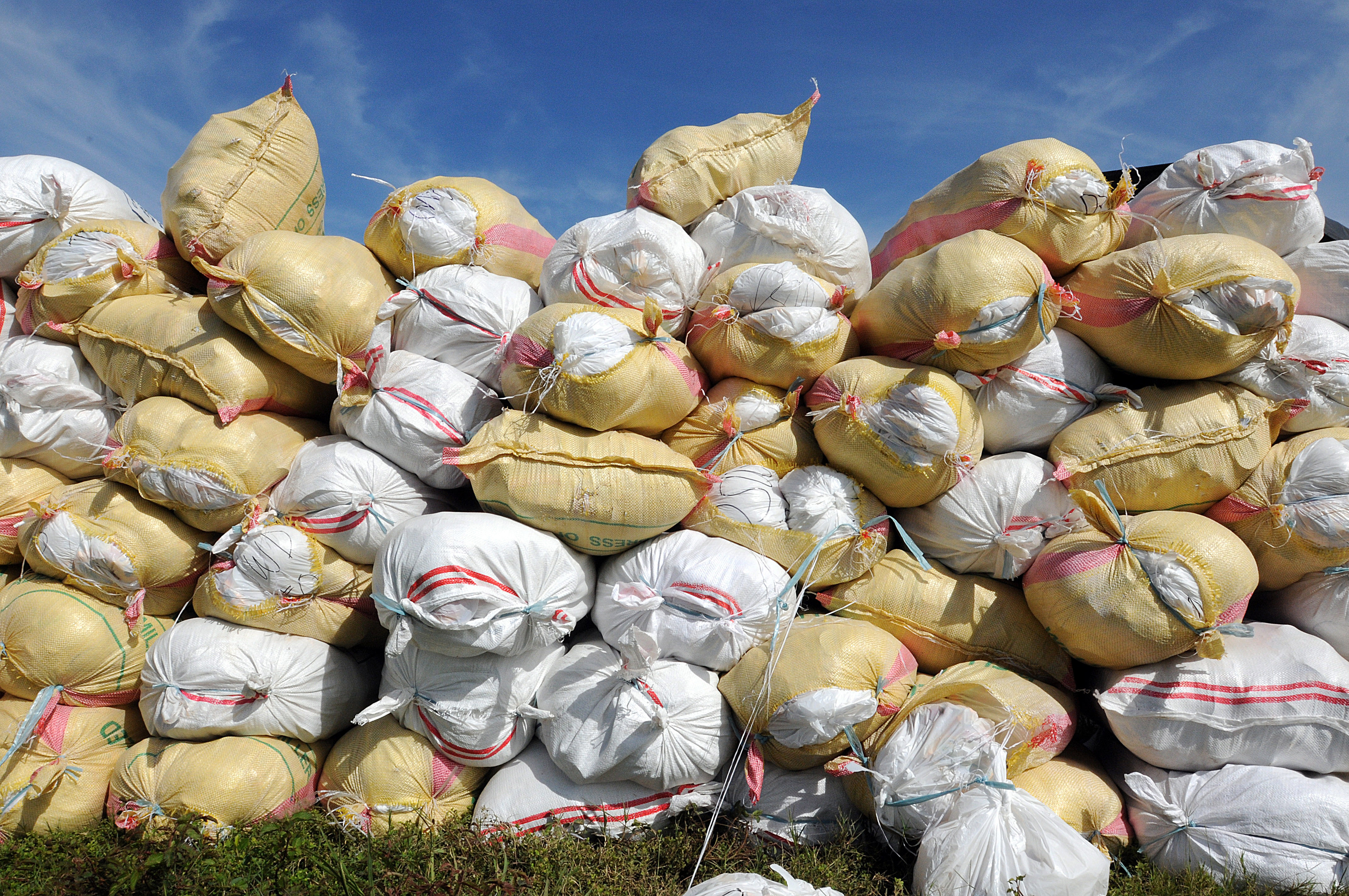
Sacos de arroz.

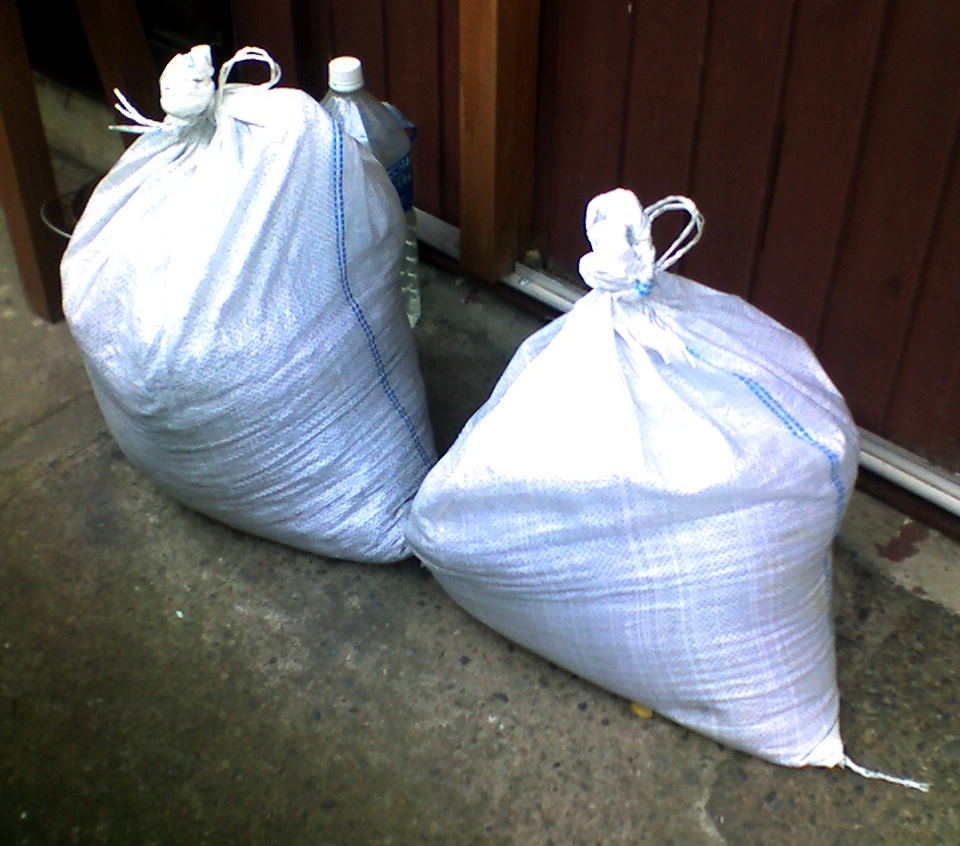
Sacos.

Un saco es un recipiente similar a una bolsa, pero en general más grande y sin asas. Están hechos principalmente con tejidos de lona, de tela resistente, o bien de cuero, de papel o de diferentes tipos de plástico. Suele ser un tubo de tela resistente con un cosido plano por los dos extremos de modo que queden cuatro puntas que pueden utilizarse en ocasiones como asas.
Se utiliza para almacenar y transportar una gran variedad de productos, representando el sector agrícola su mercado más importante: café, trigo, arroz, maíz, harina, patatas, etc.

## Materiales
Los principales materiales del tejido empleado son:
- Cáñamo
- Esparto
- Algodón
- Poliamida (PA)

## Rotulación

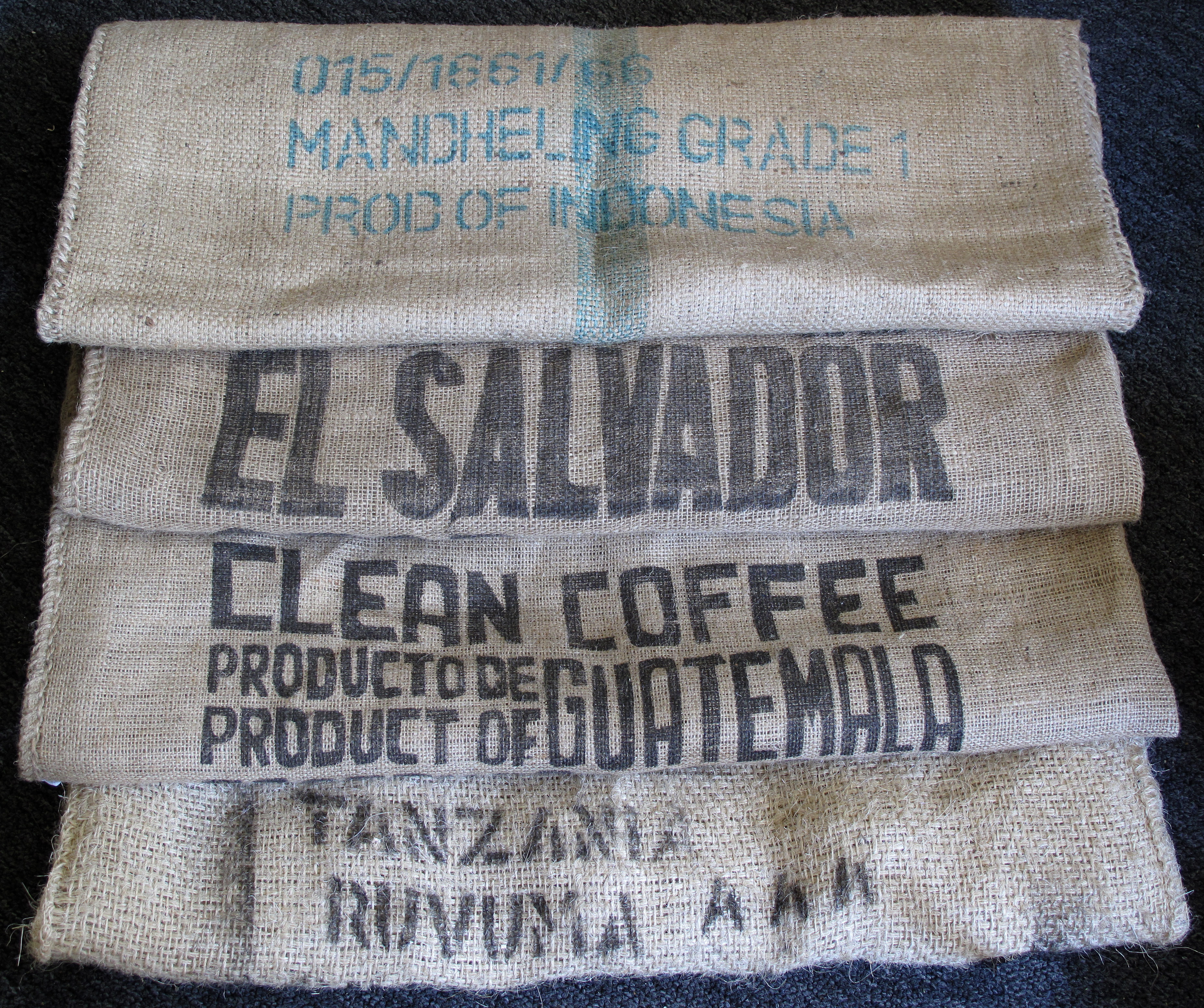
Rotulación en sacos de café.

Sobre la tela se suele imprimir con letras grandes (imprenta, serigrafía, etc.) su contenido, procedencia, marca del producto, etc.

## Saca de correos
Una aplicación aún en uso hoy en día es la saca de correos. Por un lado tiene un cosido plano y por el otro se le hace un nudo y se sella con una etiqueta con el destino. Ese lado sirve además como asidera para transportarla.